# Mańkowszczyzna
Mańkowszczyzna (biał. Манькаўшчына; ros. Маньковщина) – wieś na Białorusi, w obwodzie mińskim, w rejonie wołożyńskim, w sielsowiecie Pierszaje.

## Historia
W czasach zaborów wieś włościańska i folwark, w powiecie wilejskim, w guberni wileńskiej Imperium Rosyjskiego. W 1866 roku wieś liczyła 23 mieszkańców w 4 domach, folwark 9 mieszkańców w 1 domu..
W latach 1921–1945 wieś, majątek i kolonia leżały w Polsce, w województwie wileńskim, w powiecie wilejskim, od 1927 roku w powiecie mołodeczańskim, w gminie Gródek.
Według Powszechnego Spisu Ludności z 1921 roku zamieszkiwały:
- wieś – 59 osób, 6 było wyznania rzymskokatolickiego a 53 prawosławnego. Jednocześnie wszyscy mieszkańcy zadeklarowali polską przynależność narodową. Było tu 12 budynków mieszkalnych[5]. W 1931 w 12 domach zamieszkiwało 70 osób[6].
- folwark – 12 osób, 3 były wyznania rzymskokatolickiego a 9 prawosławnego. Jednocześnie wszyscy mieszkańcy zadeklarowali polską przynależność narodową. Były tu 2 budynki mieszkalne[5]. W 1931 w 2 domach zamieszkiwało 29 osób[6].
- majątek – w 1931 w 10 domach zamieszkiwało 69 osób[6].

Wierni należeli do parafii rzymskokatolickiej w Chołchle i parafii prawosławnej w Jarszewiczach. Miejscowość podlegała pod Sąd Grodzki w Rakowie i Okręgowy w Wilnie; właściwy urząd pocztowy mieścił się w Gródku.
W wyniku napaści ZSRR na Polskę we wrześniu 1939 miejscowość znalazła się pod okupacją sowiecką. 2 listopada została włączona do Białoruskiej SRR. Od czerwca 1941 roku pod okupacją niemiecką. W 1944 miejscowość została ponownie zajęta przez wojska sowieckie i włączona do Białoruskiej SRR.
Od 1991 w składzie niepodległej Białorusi.
Do 2013 roku w sielsowiecie Jarszewicze